# Guarea macrophylla
Guarea macrophylla là một loài thực vật có hoa trong họ Meliaceae. Loài này được Vahl mô tả khoa học đầu tiên năm 1807.